# Two Wheel Drive System
TWDS staat voor Two Wheel Drive System en is een systeem voor voorwiel-aandrijving van motorfietsen van het merk Yamaha.
Na vele experimenten door verschillende merken en particulieren kwam Yamaha in 2000 met een productierijp voorwielaandrijvings-systeem dat samen met Öhlins was ontwikkeld. Het TWDS werkt hydraulisch en is behoorlijk compact. Voor de introductie werden er al diverse enduro-wedstrijden met prototypes gewonnen. De typeaanduiding van de tweewielaangedreven Yamaha's werd 2WD, bijvoorbeeld YZ 250 2WD en TT 600 R 2WD. Vanaf 2004 werd ook de naam 2-Trac (ook geschreven als Two-Trac) gebruikt.